# Ортогональна група
Ортогональна група розміру n — група перетворень евклідового простору розмірності n, які зберігають відстані.
Може бути описана групою ортогональних матриць розміру n×n відносно операції множення. Позначається O(n).
Визначник ортогональної матриці може дорівнювати 1 чи -1. Важливим частковим випадком ортогональної групи є спеціальна ортогональна група — група ортогональних матриць із визначником 1 (група матриць повороту, позначається SO(n). Ця група також називається групою обертань, оскільки для розмірності 2 її елементи є обертанням навколо точки, а для розмірності 3 — обертанням навколо осі. Для малих розмірностей ці групи широко застосовуються: SO(2), SO(3), SO(4).